# توني فورد
توني فورد (بالإنجليزية: Tony Ford)‏ (26 نوفمبر 1944 في المملكة المتحدة - ) هو مدرب كرة قدم ولاعب كرة قدم بريطاني في مركز الدفاع. لعب مع نادي بريستول روفيرز ونادي بريستول سيتي.